# Leningradaffären
Leningradaffären var en utrensning inom Sovjetunionens kommunistiska parti som ägde rum 1948–1950 i Leningradregionen och Ryska SFSR. "Affären" ledde till att tusentals partiarbetare som varit anhängare till Andrej Zjdanov sköts eller deporterades till arbetsläger.
Upprinnelsen till affären var att Leningrads partiledare Andrej Zjdanov avlidit i augusti 1948 och att en maktkamp därpå följt mellan å ena sidan Georgij Malenkov och Lavrentij Berija, och Zjdanovs anhängare å den andra. Utrensningen resulterade i att flera högt uppsatta politiker avrättades, däribland Nikolaj Voznesenskij, Aleksej Kuznetsov och Michail Rodionov. Nikita Chrusjtjov nämnde "affären" i sitt hemliga tal inför centralkommittén 1956 och deklarerade att anklagelserna om förräderi och konspiration mot offren var falska. Chrusjtjov utpekade Berija och Viktor Abakumov som ansvariga för komplotten mot Zjdanovs anhängare. I juli 1957 namngav också Chrusjtjov Georgij Malenkov som ansvarig. Ordern om utrensningen lär, om än inte bevisat, kommit från Stalin själv.

## Bakgrund
Andra världskriget följdes av en ny era av politiska repressioner i Sovjetunionen. Ukrainska bönder dömdes för stöld av statlig egendom och deporterades. Gulag-systemet var som allra störst på 1950-talet. 1948 inleddes en förföljelse av judar, som kom att pågå fram till Stalins död. Judiska antifascistiska kommittén, som funnits sedan 1942, avvecklades och ledarna avrättades under de mördade poeternas natt 1952. Andrej Zjdanov, sekreterare i kommunistpartiet och partiledare i Leningrad, förde terror mot tidningar och intellektuella. Zjdanov led av dålig hälsa och i juni 1948 utnämndes Georgij Malenkov till biträdande partisekreterare under Zjdanovs sjukskrivning. Zjdanov avled i augusti 1948 och ny partiledare i Leningrad blev Aleksej Kuznetsov.
Kuznetsov var fiende till Lavrentij Berija och Malenkov. Både Kuznetsov och Leningradpolitikern Nikolaj Voznesenskij hade omtalats som potentiella premiärministrar efter Stalin. Berija lyckades få Voznesenskij sparkad från politbyrån genom att inför Stalin peka på oegentligheter i Voznesenskijs bokföring. Leningradaffären briserade när Malenkov avslöjade för Stalin att Leningrads partikommitté hållit en mässa utan regeringens vetskap och beskyllde Zdjanov för att ha försökt splittra partiet. Stalin skickade då Malenkov och ministern för statssäkerhet, Viktor Abakumov, jämte 500 MGB-officerare till Leningrad för att utreda förhållandena.

## Händelseutveckling
Den 15 februari 1949 avskedades Kuznetsov som partisekreterare i Leningrad, anklagad för statsfientlig separatism och avvikelse från partilinjen. Samma dag sparkades Leningradpolitikerna Michail Rodionov och Pjotr Popkov. Mellan augusti och september följde uteslutningar och gripanden av flera framträdande politiker, som anklagades för att ha skapat en opposition inom kommunistpartiet med hjälp av USA:s underrättelsetjänst. Abakumov, som ledde utrensningen, förföljde alla som varit partimedlemmar i Leningrad och som flyttat till andra städer. Omkring 2 000 partimedlemmar uteslöts. Dessutom lät Abakumov med Stalins medgivande stänga Leningrads försvarsmuseum, som stod monument över stadens försvar mot tyskarna 1944. Kuznetsov och Voznesenskij greps i augusti och både de och de 215 politiker som gripits fram till december underkastades tortyrförhör.
Rättegången hölls i hemlighet den 29 september 1950. Kuznetsov och Vozneseskij tilläts inte nämna Zjdanovs namn i sina anföranden. Kuznetsov bestred åtalspunkterna in i det sista. De huvudåtalade arkebuserades efter midnatt den 1 oktober och deras familjer deporterades till arbetsläger. Ytterligare ett dussintal politiker dömdes till döden. Flera av offren hade utmärkt sig under belägringen av Leningrad. I likhet med dem som dömdes under Moskvarättegångarna 1936–1938, anklagades de åtalade i Leningradaffären för att ha innehaft och spridit litteratur av Trotskij och Zinovjev.

## Efterspel
Malenkov, Berija, Bulganin och Chrusjtjov gynnades politiskt av Leningradaffären och kom att stå varandra nära en tid efteråt. Stalin hade dock börjat samla till ett angrepp på Berija, som uppdrogs att genomföra utrensningar i Georgiska SSR, varifrån han själv härstammade. Den judiska förföljelsen återupptogs hösten 1951 och tjänstemän inom säkerhetstjänsten greps för inblandning i en sionistisk konspiration. Inför Chrusjtjov talade Stalin om förekomsten av "partifientliga element" också i Moskva.
Stalin blev obekväm med Abakumov, som efter Leningradaffären visste för mycket om Stalins planer på repressioner mot judiska läkare. Berija vände sig emot honom och Abakumov påstods ingå i en judisk konspiration. Innan sin död hann Stalin gripa Abakumov, men denne avrättades först efter Stalins bortgång 1953.